# Got Talent España
Got Talent España es un programa de televisión producido por Fremantle que se emitió por primera vez el 13 de febrero de 2016 en Telecinco. Presentado por Santi Millán, el espacio es la versión española del formato original Britain's Got Talent, creado por Simon Cowell y exportado a varios países.
El proyecto es la reedición de Tienes talento que se emitió en Cuatro durante los primeros meses del 2008, el cual contó con Nuria Roca al frente del formato, producido por Grundy y que contó con una única temporada, la cual fue terminada el 21 de abril de 2008. Siete años después, el 16 de febrero de 2015, Mediaset España anunció que volvía a comprar los derechos del programa para la cadena Telecinco en el que su renovada edición toma las riendas Santi Millán.

## Formato

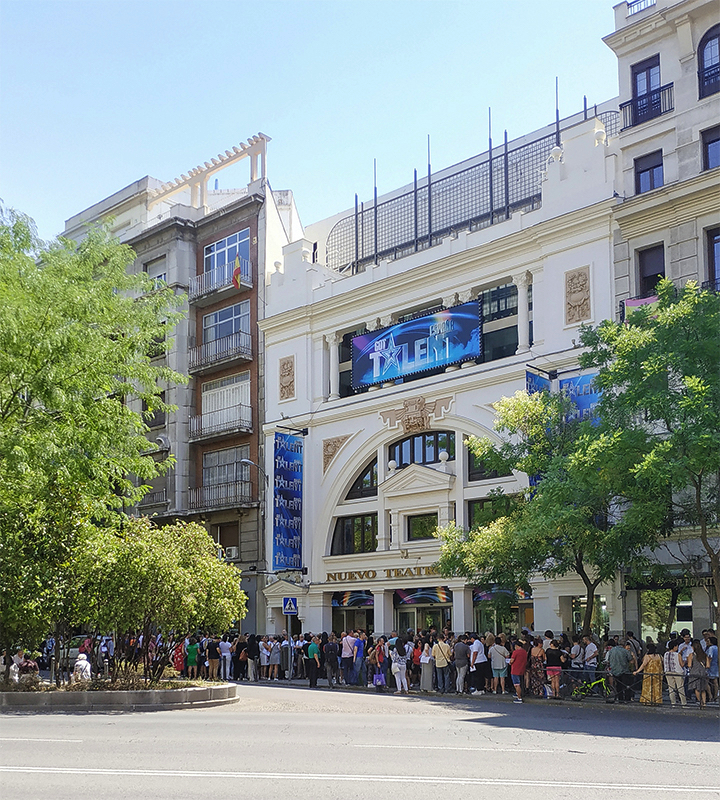
Got Talent España en el Nuevo Teatro Alcalá en Madrid.

De un casting formado por 6000 aspirantes, un total de entre 200 y 300 actuaciones forman parte del espectáculo de Got Talent España. Las primeras actuaciones pasan por un escenario de un teatro a lo largo de programas de audiciones. Cada miembro del jurado tiene en la mesa un botón rojo que sirve para parar la actuación, el que lo pulse significará que ya no quiere seguir escuchando o viendo el espectáculo, y si los cuatro pulsan el botón la actuación se detiene automáticamente.
Acabada la actuación, llega el momento de la votación: si el concursante consigue al menos tres votos positivos por parte de los jueces sigue adelante en el concurso. En caso contrario, queda eliminado. Al final de audiciones, los jueces deciden quienes merecen pasar a las semifinales en el Selection Day.
Cada miembro del jurado y el presentador tienen la posibilidad de pulsar un botón especial en las audiciones, denominado Pase de oro, que da automáticamente al concursante el acceso directo a las semifinales, pero solo pueden usarlo una vez. En las últimas ediciones, se han incorporado los pases de oro por parejas del jurado, los cuales tienen que ponerse de acuerdo al menos dos de los miembros del jurado y los otros dos miembros del jurado restantes tiene otro pase de oro. También están los pases de oro conjuntos, uno solo para el jurado y otro el jurado y el presentador, el cual tienen que ponerse de acuerdo todos para darlo. En la décima edición se incorporó el Pase Platino en el que jurado y presentador se tienen que poner de acuerdo para otorgarlo, ya que el concursante que lo consiga pasa directamente a la final. En las semifinales, también tiene un pase de oro conjunto que lo pueden dar a cualquier participante independientemente de que ya se le hubiera dado en las audiciones.
Finalizada esta fase, aquellos artistas que permanezcan en el concurso, participan en una serie de galas en directo en las que se desarrollan las semifinales y en la que se juegan el pase a la gran final, que pone en juego un premio de 25.000€.

## Equipo

### Presentador
Presentador en plató
     Presentador en casting
| Edición      | 1 | 2 | 3 | 4 | 5 | 6 | 7 | 8 | 9 | 10 | 11 |
| ------------ | - | - | - | - | - | - | - | - | - | -- | -- |
| Santi Millán |   |   |   |   |   |   |   |   |   |    |    |
| Miki Núñez   |   |   |   |   |   |   |   |   |   |    |    |

### Jurado
Jurado fijo
     Jurado invitado
| Edición              | 1    | 2    | 3    | 4    | 5    | 6    | 7    | 8    | 9    | 10   | 11   |
| Año                  | 2016 | 2017 | 2018 | 2019 | 2019 | 2021 | 2021 | 2022 | 2023 | 2024 | 2026 |
| -------------------- | ---- | ---- | ---- | ---- | ---- | ---- | ---- | ---- | ---- | ---- | ---- |
| Edurne               |      |      |      |      |      |      |      |      |      |      |      |
| Eva Hache            |      |      |      |      |      |      |      |      |      |      |      |
| Jorge Javier Vázquez |      |      |      |      |      |      |      |      |      |      |      |
| Jesús Vázquez        |      |      |      |      |      |      |      |      |      |      |      |
| Risto Mejide         |      |      |      |      |      |      |      |      |      |      |      |
| Paz Padilla          |      |      |      |      |      |      |      |      |      |      |      |
| Eva Isanta           |      |      |      |      |      |      |      |      |      |      |      |
| Dani Martínez        |      |      |      |      |      |      |      |      |      |      |      |
| Paula Echevarría     |      |      |      |      |      |      |      |      |      |      |      |
| Florentino Fernández |      |      |      |      |      |      |      |      |      |      |      |
| Tamara Falcó         |      |      |      |      |      |      |      |      |      |      |      |
| Lorena Castell       |      |      |      |      |      |      |      |      |      |      |      |
| Carlos Latre         |      |      |      |      |      |      |      |      |      |      |      |

#### Jurado Invitado
| Edición       | 1    | 2    | 3    | 4    | 5    | 6    | 7    | 8    | 9    |
| Año           | 2016 | 2017 | 2018 | 2019 | 2019 | 2021 | 2021 | 2022 | 2023 |
| ------------- | ---- | ---- | ---- | ---- | ---- | ---- | ---- | ---- | ---- |
| Jesús Vázquez |      |      |      |      |      |      |      |      |      |
| Jesús Calleja |      |      |      |      |      |      |      |      |      |
| Jandro        |      |      |      |      |      |      |      |      |      |

#### Especiales
| Edición          | All Stars |
| Año              | 2023      |
| ---------------- | --------- |
| Edurne           |           |
| Risto Mejide     |           |
| Paula Echevarria |           |
| Fernando Tejero  |           |
| Leo Harlem       |           |
| Jorge Blass      |           |
| Dani Fernández   |           |
| Carlos Areces    |           |
| Luis Zahera      |           |
| TheGrefg         |           |

## Temporadas
| Edición | Estreno                  | Final                   | Premio   | Ganador             | Subcampeón       | Tercero        | Presentador  | Jurado               | Jurado           | Jurado           | Jurado        | Jurado        |
| Edición | Estreno                  | Final                   | Premio   | Ganador             | Subcampeón       | Tercero        | Presentador  | 1                    | 2                | 3                | 4             | Invitado      |
| ------- | ------------------------ | ----------------------- | -------- | ------------------- | ---------------- | -------------- | ------------ | -------------------- | ---------------- | ---------------- | ------------- | ------------- |
| 1       | 13 de febrero de 2016    | 27 de abril de 2016     | 25 000 € | Cristina Ramos      | Alberto de Paz   | María Mendoza  | Santi Millán | Jorge Javier Vázquez | Eva Hache        | Edurne           | Jesús Vázquez |               |
| 2       | 21 de enero de 2017      | 21 de marzo de 2017     | 25 000 € | Antonio "El Tekila" | Samuel Martí     | Progenyx       | Santi Millán | Jorge Javier Vázquez | Eva Hache        | Edurne           | Risto Mejide  | Jesús Vázquez |
| 3       | 17 de enero de 2018      | 11 de abril de 2018     | 25 000 € | César Brandon       | Taekwondo Tao    | Tomás Sanjuán  | Santi Millán | Jorge Javier Vázquez | Eva Hache        | Edurne           | Risto Mejide  |               |
| 4       | 28 de enero de 2019      | 29 de abril de 2019     | 25 000 € | Murga Zeta Zetas    | Juan San Juan    | Nazaret Natera | Santi Millán | Paz Padilla          | Eva Isanta       | Edurne           | Risto Mejide  |               |
| 5       | 16 de septiembre de 2019 | 16 de diciembre de 2019 | 25 000 € | Hugo Molina         | Magodelucasss    | Ismailah       | Santi Millán | Paz Padilla          | Dani Martínez    | Edurne           | Risto Mejide  |               |
| 6       | 15 de enero de 2021      | 30 de abril de 2021     | 25 000 € | Celia Muñoz         | Chus Serrano     | Elsa Tortonda  | Santi Millán | Dani Martínez        | Paz Padilla      | Edurne           | Risto Mejide  |               |
| 7       | 10 de septiembre de 2021 | 17 de diciembre de 2021 | 25 000 € | Dúo Turkeev         | Rey Enigma       | Jorge Pineda   | Santi Millán | Dani Martínez        | -                | Edurne           | Risto Mejide  | Jesús Calleja |
| 8       | 5 de septiembre de 2022  | 20 de diciembre de 2022 | 25 000 € | Jordi Caps          | Dakota and Nadia | Joaquín Matas  | Santi Millán | Dani Martínez        | Paula Echevarría | Edurne           | Risto Mejide  | Jandro        |
| 9       | 9 de septiembre de 2023  | 16 de diciembre de 2023 | 25 000 € | Lil Kids            | Nikol Taranenko  | Carlos Prieto  | Santi Millán | Florentino Fernández | Paula Echevarría | Edurne           | Risto Mejide  |               |
| 10      | 7 de septiembre de 2024  | 21 de diciembre de 2024 | 25 000 € | Nataliya Stepanska  | Chibi Unity      | Sarukani       | Santi Millán | Florentino Fernández | Paula Echevarría | Tamara Falcó     | Risto Mejide  |               |
| 11      | 2026                     | 2026                    | 25 000 € |                     |                  |                | Santi Millán | Carlos Latre         | Lorena Castell   | Paula Echevarría | Risto Mejide  |               |

## Got Talent España 1 (2016)
- 13 de febrero de 2016 - 27 de abril de 2016.

### Finalistas
| Nombre                     | Procedencia   | Talento                           | Edad         | Información                  |
| -------------------------- | ------------- | --------------------------------- | ------------ | ---------------------------- |
| Cristina Ramos             | Las Palmas    | Cantante                          | 37 años      | Ganadora                     |
| Alberto Paz                | Córdoba       | Pianista                          | 38 años      | Segundo                      |
| María Mendoza              | Melilla       | Cantante                          | 22 años      | Tercera                      |
| Marco Aurelio Motta        | Madrid        | Contorsionista y acróbata         | 23 años      | Expulsados del tercer grupo  |
| Gabriel Fonty              | Madrid        | Bailarín                          | 31 años      | Expulsados del tercer grupo  |
| Ballet Kebanna             | Murcia        | Bailarines                        | 20 - 40 años | Expulsados del tercer grupo  |
| Gabriela Gutiérrez-Colomer | Madrid        | Cantante                          | 16 años      | Expulsados del tercer grupo  |
| David Pereira              | Pontevedra    | Acróbata y bailarín               | 24 años      | Expulsados del tercer grupo  |
| Arianna Moia               | Tenerife      | Cantante de ópera                 | 15 años      | Expulsados del segundo grupo |
| Bichiswaag                 | Barcelona     | Bailarines de Urban y Break dance | 10 - 14 años | Expulsados del segundo grupo |
| Javi Lin Chen              | Salamanca     | Violinista                        | 28 años      | Expulsados del segundo grupo |
| Celia Benayas Marco Covela | Madrid Orense | Acróbatas                         | 32 y 30 años | Expulsados del segundo grupo |
| Sergio Ordóñez             | Madrid        | Acróbata                          | 19 años      | Expulsados del segundo grupo |
| Dianne Jacob Ico           | Barcelona     | Cantante                          | 14 años      | Expulsados del primer grupo  |
| David Tejada               | Huelva        | Bailarín de Popping               | 12 años      | Expulsados del primer grupo  |
| Zistarlity                 | Cádiz         | Bailarines                        | 14 - 25 años | Expulsados del primer grupo  |
| Sara Martínez (Robin Dee)  | Madrid        | Cantante                          | 32 años      | Expulsados del primer grupo  |
| Donet Collazo              | La Habana     | Bailarín acróbata                 | 32 años      | Expulsados del primer grupo  |

## Got Talent España 2 (2017)
- 21 de enero de 2017 - 21 de marzo de 2017.

### Equipo
| Integrante           | Puesto      | Edad    | Procedencia | Profesión                                    |
| -------------------- | ----------- | ------- | ----------- | -------------------------------------------- |
| Santi Millán         | Presentador | 51 años | Barcelona   | Actor y presentador de televisión            |
| Jorge Javier Vázquez | Jurado      | 46 años | Barcelona   | Presentador, escritor y productor teatral    |
| Eva Hache            | Jurado      | 45 años | Segovia     | Humorista y presentadora                     |
| Edurne               | Jurado      | 31 años | Madrid      | Cantautora, representante en Eurovisión 2015 |
| Risto Mejide         | Jurado      | 43 años | Barcelona   | Presentador de televisión                    |

### Finalistas
| Nombre                 | Procedencia | Talento                      | Edad         | Información    | Porcentaje |
| ---------------------- | ----------- | ---------------------------- | ------------ | -------------- | ---------- |
| Antonio "El Tekila"    | Badajoz     | Bailarín de Rock and roll    | 45 años      | Ganador        | 26,05%     |
| Samuel Martí Pérez     | Madrid      | Bailarín                     | 19 años      | Subcampeón     | 20,12%     |
| Progenyx               | Barcelona   | Bailarines                   | 14 - 20 años | Terceros       | 10,88%     |
| Joel Armando Hernández | Madrid      | Mago e ilusionista           | 35 años      | Cuarto         | 9,50%      |
| Madrid Frao            | Madrid      | Bailarines                   | 20 - 28 años | Quintos        | 7,44%      |
| Hugo Marlo             | Tarragona   | Cantante                     | 16 años      | Sexto          | 5,12%      |
| Solange Freyre         | Madrid      | Cantante y actriz de musical | 43 años      | Séptima        | 4,44%      |
| Kader Adjel            | Vizcaya     | Cantante                     | 20 años      | Octavo         | 4,09%      |
| Josep "The Roker"      | Barcelona   | Mago contemporáneo           | 16 años      | Noveno         | 3,58%      |
| Mar Gabarre            | Cádiz       | Cantante                     | 23 años      | Décima         | 2,36%      |
| Ibán Velacoracho       | Alicante    | Imitador y cantante          | 33 años      | Undécimo       | 1,95%      |
| Abdel Luna             | Madrid      | Drag y contorsionista        | 18 años      | Duodécimo      | 1,80%      |
| Kanga y Tania          | Barcelona   | Bailarines                   | 47 y 12 años | Decimoterceros | 1,60%      |
| Acheron Delacroix      | Tarragona   | Ilusionista                  | 28 años      | Decimocuarto   | 1,08%      |

## Got Talent España 3 (2018)
- 17 de enero de 2018 - 11 de abril de 2018.

### Equipo
| Integrante           | Puesto      | Edad    | Procedencia | Profesión                                    |
| -------------------- | ----------- | ------- | ----------- | -------------------------------------------- |
| Santi Millán         | Presentador | 52 años | Barcelona   | Actor y presentador de televisión            |
| Jorge Javier Vázquez | Jurado      | 47 años | Barcelona   | Presentador, escritor y productor teatral    |
| Eva Hache            | Jurado      | 46 años | Segovia     | Humorista y presentadora                     |
| Edurne               | Jurado      | 32 años | Madrid      | Cantautora, representante en Eurovisión 2015 |
| Risto Mejide         | Jurado      | 43 años | Barcelona   | Presentador de televisión                    |

### Finalistas
| Nombre                    | Procedencia | Talento                              | Edad                | Información   | Porcentaje |
| ------------------------- | ----------- | ------------------------------------ | ------------------- | ------------- | ---------- |
| César Brandon             | Ciudad Real | Poeta                                | 24 años             | Ganador       | 18,97%     |
| Taekwondo Tao             | Pontevedra  | Exhibicionistas de Taekwondo         | Entre 16 y 33 años  | Segundos      | 16,63%     |
| Tomás Sanjuán             | Madrid      | Mago                                 | 16 años             | Tercero       | 10,93%     |
| Majesty Wolf              | Murcia      | Bailarines de Urban Dance            | Entre 13 y 34 años  | Cuartos       | 9,60%      |
| DVT Dancers               | Ibiza       | Bailarines de claqué                 | Entre 11 y 16 años  | Quintos       | 8,46%      |
| Raúl Rubio                | Madrid      | Soprano                              | 52 años             | Sexto         | 6,87%      |
| Dania Díaz (Damiana)      | Madrid      | Maga                                 | 26 años             | Séptima       | 6,63%      |
| Manuel Jesús Espina       | Sevilla     | Cantante                             | 29 años             | Octavo        | 5,80%      |
| Sonakay                   | Guipúzcoa   | Cantantes de fusión Flamenco-Euskera | Entre 25 y 39 años. | Novenos       | 3,46%      |
| Daniela (Petruska)        | Tarragona   | Trapecista                           | 8 años              | Décima        | 3,34%      |
| Michael Andreas Häringuer | Barcelona   | Pianista                             | 15 años             | Undécimo      | 3,14%      |
| Las Turroneras            | Madrid      | Bailarinas de Flamenco               | Entre 10 y 13 años. | Duodécimas    | 3,07%      |
| Hamza Bakkach             | Salamanca   | Bailarín de Breakdance               | 12 años.            | Decimotercero | 1,66%      |
| The Buccaneers            | Madrid      | Equilibristas y acróbatas            | Entre 35 y 39 años  | Decimocuartos | 1,45%      |
| Emily y Niedziela Raluy   | Tarragona   | Artistas circenses                   | 24 y 26 años        | Decimoquintas | Abandonó   |

## Got Talent España 4 (2019)
- 28 de enero de 2019 - 29 de abril de 2019.

### Equipo
| Integrante   | Puesto      | Edad    | Procedencia | Profesión                                    |
| ------------ | ----------- | ------- | ----------- | -------------------------------------------- |
| Santi Millán | Presentador | 51 años | Barcelona   | Actor y presentador de televisión            |
| Paz Padilla  | Jurado      | 50 años | Cádiz       | Presentadora y actriz                        |
| Eva Isanta   | Jurado      | 48 años | Ceuta       | Actriz                                       |
| Edurne       | Jurado      | 33 años | Madrid      | Cantautora, representante en Eurovisión 2015 |
| Risto Mejide | Jurado      | 45 años | Barcelona   | Presentador de televisión                    |

### Finalistas
| Nombre                    | Procedencia   | Talento    | Edad               | Información | Porcentaje |
| ------------------------- | ------------- | ---------- | ------------------ | ----------- | ---------- |
| Murga Zeta Zetas          | Tenerife      | Murga      | Entre 18 y 58 años | Ganadores   | 23,61%     |
| Juan San Juan             | Sevilla       | Cantante   | 29 años            | Segundo     | 23,32%     |
| Nazaret Natera            | Cádiz         | Cantante   | 23 años            | Tercera     | 9,04%      |
| Cynthia Zebaze            | Gijón         | Soprano    | 37 años            | Cuarta      | 8,95%      |
| D'oo Wap                  | Barcelona     | Bailarines | Entre 14 y 17 años | Quintos     | 6,52%      |
| Arturo Fajardo            | Alicante      | Bailarín   | 14 años            | Sexto       | 6,28%      |
| QDS Megacrew              | Barcelona     | Bailarines | Entre 12 y 28 años | Séptimos    | 5,36 %     |
| Francis J. Quirós "CuCko" | Badajoz       | Payaso     | 38 años            | Octavo      | 5,28 %     |
| Aiusha y Vladyslav        | Valencia      | Acróbatas  | 35 y 30 años       | Novenos     | 4,34%      |
| Mariela Flores            | Cuba          | Cantante   | 37 años            | Décima      | 4,10%      |
| Inmunes                   | Barcelona     | Bailarines | Entre 13 y 24 años | Undécimos   | 2,59%      |
| Art Gee                   | Corea del Sur | Bailarines | -                  | Duodécimos  | 0,64%      |

## Got Talent España 5 (2019)
- 16 de septiembre de 2019 - 16 de diciembre de 2019

### Equipo
| Integrante    | Puesto      | Edad    | Procedencia | Profesión                                    |
| ------------- | ----------- | ------- | ----------- | -------------------------------------------- |
| Santi Millán  | Presentador | 51 años | Barcelona   | Actor y presentador de televisión            |
| Dani Martínez |             | 37 años | León        | Presentador y humorista                      |
| Paz Padilla   | Jurado      | 50 años | Cádiz       | Presentadora y actriz                        |
| Edurne        | Jurado      | 34 años | Madrid      | Cantautora, representante en Eurovisión 2015 |
| Risto Mejide  | Jurado      | 45 años | Barcelona   | Presentador de televisión                    |

### Finalistas
| Nombre                         | Procedencia                | Talento               | Edad               | Información | Porcentaje |
| ------------------------------ | -------------------------- | --------------------- | ------------------ | ----------- | ---------- |
| Hugo Molina                    | Huelva                     | Tamborilero           | 3 años             | Ganador     | 35,6       |
| Bryan de Lucas                 | Madrid                     | Mago e ilusionista    | 14 años            | Segundo     | 11,3       |
| Ismailah                       | Las Palmas de Gran Canaria | Cantante              | 32 años            | Tercero     | 10,3       |
| Estrella y Levi                | Las Palmas de Gran Canaria | Acróbatas             | 21 y 33 años       | Cuartos     | 7,3        |
| Triana Canela                  | Granada                    | Bailaora              | 9 años             | Quinta      | 7,0        |
| Bdance Megacrew                | Barcelona                  | Bailarines            | Entre 11 y 26 años | Sextos      | 5,6        |
| Chiara Oliver                  | Menorca                    | Cantante              | 15 años            | Séptima     | 4,8        |
| Da Republik                    | Madrid                     | Bailarines            | Entre 18 y 35 años | Octavos     | 4,2        |
| Daniel Lizana Vera (Pituyoncé) | Barcelona                  | Bailarín y coreógrafo | 24 años            | Noveno      | 4,2        |
| Keiichi Iwasaki                | Madrid                     | Ilusionista           | 47 años            | Décimo      | 3,9        |
| Hermes Pompa                   | Barcelona                  | Acróbata aéreo        | 22 años            | Undécimo    | 3,6        |
| Boris y Eduardo Blake          | Madrid                     | Ilusionistas          | 30 y 32 años       | Duodécimos  | 2,2        |

## Got Talent España 6 (2021)
- 15 de enero de 2021 - 30 de abril de 2021

### Equipo
| Integrante    | Puesto      | Edad    | Procedencia | Profesión                                    |
| ------------- | ----------- | ------- | ----------- | -------------------------------------------- |
| Santi Millán  | Presentador | 52 años | Barcelona   | Actor y presentador de televisión            |
| Dani Martínez | Jurado      | 38 años | León        | Presentador y humorista                      |
| Edurne        | Jurado      | 35 años | Madrid      | Cantautora, representante en Eurovisión 2015 |
| Risto Mejide  | Jurado      | 46 años | Barcelona   | Presentador de televisión                    |
| Paz Padilla   | Jurado      | 51 años | Cádiz       | Presentadora y actriz                        |

### Finalistas
|                                                    | Nombre    | Procedencia                                          | Talento      | Edad             | Información |
| -------------------------------------------------- | --------- | ---------------------------------------------------- | ------------ | ---------------- | ----------- |
| Celia Muñoz                                        | Madrid    | Cantante soprano lírico ligera, ventrílocua y actriz | 35 años      | Ganadora         |             |
| Santi Marcilla                                     | Valencia  | Mago e ilusionista                                   | 26 años      | 2° Clasificado   |             |
| Elsa Tortonda                                      | Badajoz   | Cantante                                             | 16 años      | 3° Clasificada   |             |
| Chus Serrano                                       | Asturias  | Cantante y artista de musical                        | 37 años      | 4° Clasificado   |             |
| Alejandro Turlo Pablo Turlo (Violincheli Brothers) | Valencia  | Violinistas                                          | 13 y 16 años | 5° Clasificados  |             |
| Papa et Neyla                                      | Nimes     | Bailarines de funk styles                            | 8 y 31 años  | 6° Clasificados  |             |
| Alex Dowis                                         | Praga     | Speedpainter, muralista y artista                    | 41 años      | 7° Clasificado   |             |
| Stefanny Moreno Michael Olivera                    | Barcelona | Bailarines                                           | 25 y 26 años | 8° Clasificados  |             |
| María Cruz                                         | Madrid    | Bailarina                                            | 19 años      | 9° Clasificada   |             |
| Cristian Montilla                                  | Madrid    | Cantante                                             | 28 años      | 10° Clasificado  |             |
| Juan Carlos Martos                                 | Caceres   | Tenor                                                | 60 años      | 11° Clasificado  |             |
| Isumy y Dayro (Dúo Believe)                        | Zaragoza  | Bailarines acrobáticos                               | 21 y 25 años | 12° Clasificados |             |

## Got Talent España 7 (2021)
- 10 de septiembre de 2021 - 17 de diciembre de 2021

### Equipo
| Integrante    | Puesto          | Edad    | Procedencia | Profesión                                    |
| ------------- | --------------- | ------- | ----------- | -------------------------------------------- |
| Santi Millán  | Presentador     | 51 años | Barcelona   | Actor y presentador de televisión            |
| Dani Martínez | Jurado          | 37 años | León        | Presentador y humorista                      |
| Edurne        | Jurado          | 35 años | Madrid      | Cantautora, representante en Eurovisión 2015 |
| Risto Mejide  | Jurado          | 45 años | Barcelona   | Presentador de televisión                    |
| Jesús Calleja | Jurado invitado | 56 años | León        | Aventurero y presentador                     |

### Finalistas
| Nombre                         | Procedencia    | Talento                                | Edad               | Información      |
| ------------------------------ | -------------- | -------------------------------------- | ------------------ | ---------------- |
| Dúo Turkeev                    | Madrid         | Acróbatas aéreos                       | 34 y 39 años       | Ganadores        |
| Rey Enigma                     | Madrid         | Ajedrecista                            | Entre 34 y 40 años | 2.° Clasificado  |
| Jorge Pineda                   | Córdoba        | Cantautor                              | 41 años            | 3.° Clasificado  |
| Laura Diepstraten              | Almería        | Cantautora                             | 16 años            | 4.° Clasificado  |
| Javi Rufo                      | Carabanchel    | Mago e ilusionista                     | 35 años            | 5.° Clasificado  |
| Maxence Vire                   | Madrid         | Mago y experto en teletransporte       | Entre 35 años      | 6.° Clasificado  |
| Laura y Hanna                  | Madrid         | Pareja de baile (Adiestradora y perra) | 47 y 5 años        | 7.° Clasificado  |
| Sergio Pérez                   | Islas Canarias | Bailarín versátil                      | 24 años            | 8.° Clasificado  |
| Centro de Danza Teresa Tessier | Avilés         | Bailarines                             | Entre 14 y 30 años | 9.° Clasificado  |
| Joao Paulo Ferreira            | Madrid         | Contralto                              | 34 años            | 10.° Clasificado |
| Magic Luna                     | Murcia         | Maga y mentalista                      | 34 años            | 11.° Clasificado |
| 6ID                            | Cataluña       | Coro A capela                          | Entre 14 y 16 años | 12.° Clasificado |

## Got Talent España 8 (2022)
- 5 de septiembre de 2022 - 20 de diciembre de 2022

### Equipo
| Integrante       | Puesto              | Edad    | Procedencia | Profesión                                    |
| ---------------- | ------------------- | ------- | ----------- | -------------------------------------------- |
| Santi Millán     | Presentador         | 54 años | Barcelona   | Actor y presentador de televisión            |
| Miki Núñez       | Presentador Casting | 26 años | Barcelona   | Concursante de Operación Triunfo 2018        |
| Dani Martínez    | Jurado              | 39 años | León        | Presentador y humorista                      |
| Edurne           | Jurado              | 36 años | Madrid      | Cantautora, representante en Eurovisión 2015 |
| Risto Mejide     | Jurado              | 48 años | Barcelona   | Presentador de televisión                    |
| Paula Echevarría | Jurado              | 45 años | Asturias    | Actriz y modelo                              |

### Finalistas
| Nombre                       | Procedencia | Talento                            | Edad               | Información      |
| ---------------------------- | ----------- | ---------------------------------- | ------------------ | ---------------- |
| Jordi Caps                   | Barcelona   | Mago                               | 51 años            | Ganador          |
| Dakota and Nadia             | Suiza       | Bailarines                         | 38 y 39 años       | 2as Clasificadas |
| Joaquín Matas                | Barcelona   | Mago                               | 47 años            | 3.er Clasificado |
| Martina                      | Galicia     | Cantante mediante idioma de signos | 17 años            | 4.ª Clasificada  |
| Las niñas de Lola            | Madrid      | Bailaoras                          | Entre 13 y 25 años |                  |
| Zlata Khomenko               | Ucrania     | Bailarina de ballet                | 8 años             |                  |
| Quality Youth Megacrew       | Barcelona   | Dnaza grupal                       | Entre 11 y 16 años |                  |
| Mateo Turbelin               | París       | Bailarín con Diábolo               | 19 años            |                  |
| Betsy Remedios               | Cuba        | Cantante                           | 32 años            |                  |
| Angelina McFarlane, Rrealina | Ucrania     | Cantante                           | 15 años            |                  |
| Adrián Vargas                | Guadalajara | Tahúr, mago y mentalista           | 22 años            |                  |
| Dúo Dádiva                   | Cuba        | Acróbatas                          | 24 y 40 años       |                  |

### Audiencias
| Programa | Fecha      | Día    | Características del programa                                           | Espectadores | Cuota de audiencia |
| -------- | ---------- | ------ | ---------------------------------------------------------------------- | ------------ | ------------------ |
| 01       | 05/09/2022 | Lunes  | Primeras audiciones / 'Pase de oro' de Dani Martínez y Edurne          | 1 297 000    | 12,9%              |
| 02       | 13/09/2022 | Martes | Segundas audiciones / 'Pase de oro' de Risto Mejide y Paula Echevarria | 1 135 000    | 14,4%              |
| 03       | 20/09/2022 | Martes | Terceras audiciones / 'Pase de oro' de Edurne                          | 1 202 000    | 15,2%              |
| 04       | 27/09/2022 | Martes | Cuartas audiciones / 'Pase de oro' de Paula Echevarria                 | 1 396 000    | 16,8%              |
| 05       | 03/10/2022 | Martes | Quintas audiciones / 'Pase de oro' de Dani Martínez                    | 1 174 000    | 14,6%              |
| 06       | 11/10/2022 | Martes | Sextas audiciones / 'Pase de oro' de Risto Mejide                      | 1 444 000    | 15,3%              |
| 07       | 18/10/2022 | Martes | Séptimas audiciones / 'Pase de oro' de Edurne y Santi Millán           | 1 292 000    | 15,5%              |
| 08       | 25/10/2022 | Martes | Octavas audiciones / 'Pase de oro' unánime de jurado y presentador     | 1 282 000    | 15,8%              |
| 09       | 01/11/2022 | Martes | Novenas audiciones / 'Pase de oro' de Santi Millán                     | 1 044 000    | 13,5%              |
| 10       | 08/11/2022 | Martes | Décimas audiciones / 'Pase de oro' conjunto del jurado                 | 1 116 000    | 14,0%              |
| 11       | 15/11/2022 | Martes | Undécimas audiciones                                                   | 1 200 000    | 14,3%              |
| 12       | 22/11/2022 | Martes | Primera semifinal                                                      | 1 250 000    | 13,3%              |
| 13       | 29/11/2022 | Martes | Segunda semifinal                                                      | 1 104 000    | 10,9%              |
| 14       | 06/12/2022 | Martes | Tercera semifinal                                                      | 1 227 000    | 12,6%              |
| 15       | 13/12/2022 | Martes | Cuarta semifinal                                                       | 1 119 000    | 10,8%              |
| 16       | 20/12/2022 | Martes | Final                                                                  | 1 268 000    | 13,1%              |

## Got Talent: All Stars (2023)
- 15 de abril de 2023 - 3 de junio de 2023

### Equipo
| Integrante       | Puesto              | Edad    | Procedencia | Profesión                                       |
| ---------------- | ------------------- | ------- | ----------- | ----------------------------------------------- |
| Santi Millán     | Presentador         | 54 años | Barcelona   | Actor y presentador                             |
| Miki Núñez       | Presentador Casting | 26 años | Barcelona   | Cantante, concursante de Operación Triunfo 2018 |
| Edurne           | Jurado              | 36 años | Madrid      | Cantautora y presentadora                       |
| Risto Mejide     | Jurado              | 48 años | Barcelona   | Presentador, escritor y publicista              |
| Paula Echevarría | Jurado              | 45 años | Asturias    | Actriz y modelo                                 |
| Jurado Invitado  |                     |         |             |                                                 |
| Fernando Tejero  | Jurado invitado     | 57 años | Córdoba     | Actor                                           |
| Leo Harlem       | Jurado invitado     | 60 años | León        | Humorista y actor                               |
| Jorge Blass      | Jurado invitado     | 48 años | Zaragoza    | Mago e Ilusionista                              |
| Dani Fernández   | Jurado invitado     | 31 años | Ciudad Real | Cantautor                                       |
| Carlos Areces    | Jurado invitado     | 47 años | Madrid      | Actor y cómico                                  |
| Luis Zahera      | Jurado invitado     | 56 años | Santiago    | Actor                                           |
| TheGrefg         | Jurado invitado     | 26 años | Murcia      | YouTuber y Streamer                             |

### Audiencias
| Programa | Fecha      | Día    | Características del programa                           | Espectadores | Cuota de audiencia |
| -------- | ---------- | ------ | ------------------------------------------------------ | ------------ | ------------------ |
| 01       | 15/04/2023 | Sábado | Primeras audiciones / 'Pase de oro' de Fernando Tejero | 1 429 000    | 12,6%              |
| 02       | 22/04/2023 | Sábado | Segundas audiciones / 'Pase de oro' de Leo Harlem      | 1 230 000    | 11,3%              |
| 03       | 29/04/2023 | Sábado | Terceras audiciones / 'Pase de oro' de Jorge Blass     | 1 079 000    | 10,7%              |
| 04       | 06/05/2023 | Sábado | Cuartas audiciones / 'Pase de oro' de Dani Fernández   | 805 000      | 6,8%               |
| 05       | 20/05/2023 | Sábado | Quintas audiciones / 'Pase de oro' de Carlos Areces    | 1 156 000    | 10,7%              |
| 06       | 27/05/2023 | Sábado | Sextas audiciones / 'Pase de oro' de Luis Zahera       | 1 257 000    | 11,4%              |
| 07       | 03/06/2023 | Sábado | Final / Jurado invitado TheGrefg                       | 1 151 000    | 11,2%              |

## Got Talent España 9 (2023)
- 9 de septiembre de 2023 - 16 de diciembre de 2023

### Equipo
| Integrante           | Puesto      | Edad    | Procedencia | Profesión                                    |
| -------------------- | ----------- | ------- | ----------- | -------------------------------------------- |
| Santi Millán         | Presentador | 55 años | Barcelona   | Actor y presentador de televisión            |
| Florentino Fernández | Jurado      | 50 años | Madrid      | Presentador y humorista                      |
| Edurne               | Jurado      | 37 años | Madrid      | Cantautora, representante en Eurovisión 2015 |
| Risto Mejide         | Jurado      | 48 años | Barcelona   | Presentador de televisión                    |
| Paula Echevarría     | Jurado      | 46 años | Asturias    | Actriz y modelo                              |

### Finalistas
| Nombre                         | Procedencia | Talento            | Edad         | Información      |
| ------------------------------ | ----------- | ------------------ | ------------ | ---------------- |
| Lil Kids                       | Narón       | Bailarines         | 11 - 17 años | Ganadores        |
| Nikol Taranenko                | Ucrania     | Acróbata           | 10 años      | 2ª Clasificada   |
| Carlos Prieto ‘El jilguerillo’ | Sevilla     | Cantante           | 13 años      | 3.er Clasificado |
| Antonio Serrano                | Cádiz       | Mago               | 28 años      |                  |
| Mega Unity                     | Francia     | Grupo de danza     | 13 - 40 años |                  |
| Next Level                     | Alemania    | Bailarines         | 18 - 36 años |                  |
| Gerard López                   | Barcelona   | Gimnasta           | 26 años      |                  |
| Laura Silverstone              | País Vasco  | Cantautora         | 28 años      |                  |
| Paola León                     | Madrid      | Bailarina          | 35 años      |                  |
| Rosario Cohete                 | Sevilla     | Grupo de música    | 31 - 42 años |                  |
| Alex TopDancer                 | Mallorca    | Bailarín           | 17 años      |                  |
| Orquesta Carlos Cruz-Diez      | Madrid      | Orquesta sinfónica | 30 - 36 años |                  |

### Audiencias
| Programa | Fecha      | Día    | Características del programa                               | Espectadores | Cuota de audiencia |
| -------- | ---------- | ------ | ---------------------------------------------------------- | ------------ | ------------------ |
| 01       | 09/09/2023 | Sábado | Primeras audiciones / 'Pase de oro' de Risto Mejide        | 1 156 000    | 13,4%              |
| 02       | 16/09/2023 | Sábado | Segundas audiciones / Sin Pase de oro                      | 1 054 000    | 12,2%              |
| 03       | 23/09/2023 | Sábado | Terceras audiciones / 'Pase de oro' conjunto del jurado    | 1 069 000    | 12,6%              |
| 04       | 30/09/2023 | Sábado | Cuartas audiencias / Sin 'Pase de oro'                     | 1 007 000    | 12,2%              |
| 05       | 07/10/2023 | Sábado | Quintas audiciones / 'Pase de oro' de Florentino Fernández | 1 055 000    | 12,9%              |
| 06       | 14/10/2023 | Sábado | Sextas audiciones / Sin 'Pase de oro'                      | 1 133 000    | 12,8%              |
| 07       | 21/10/2023 | Sábado | Séptimas audiciones / 'Pase de oro' de Edurne              | 1 228 000    | 12,7%              |
| 08       | 28/10/2023 | Sábado | Octavas audiciones / 'Pase de oro' de Santi Millán         | 1 155 000    | 11,9%              |
| 09       | 04/11/2023 | Sábado | Novenas audiciones / 'Pase de oro' de Paula Echevarría     | 1 188 000    | 12,0%              |
| 10       | 11/11/2023 | Sábado | Décimas audiciones / Sin 'Pase de oro'                     | 1 176 000    | 12,0%              |
| 11       | 18/11/2023 | Sábado | Primera semifinal                                          | 1 216 000    | 12,4%              |
| 12       | 25/11/2023 | Sábado | Segunda semifinal                                          | 1 190 000    | 11,8%              |
| 13       | 02/12/2023 | Sábado | Tercera semifinal                                          | 1 194 000    | 11,9%              |
| 14       | 09/12/2023 | Sábado | Cuarta semifinal                                           | 1 193 000    | 12,0%              |
| 15       | 16/12/2023 | Sábado | Final                                                      | 1 224 000    | 12,7%              |

## Got Talent España 10 (2024)
- 7 de septiembre de 2024 - 21 de diciembre de 2024

### Audiencias
| Programa | Fecha      | Día    | Características del programa                               | Espectadores | Cuota de audiencia |
| -------- | ---------- | ------ | ---------------------------------------------------------- | ------------ | ------------------ |
| 01       | 07/09/2024 | Sábado | Primeras audiciones / 'Pase de oro' de Tamara Falcó        | 1 041 000    | 14,4%              |
| 02       | 14/09/2024 | Sábado | Segundas audiciones / Sin 'Pase de oro'                    | 992 000      | 12,4%              |
| 03       | 21/09/2024 | Sábado | Terceras audiciones / 'Pase de oro' conjunto del jurado    | 1 097 000    | 13,1%              |
| 04       | 28/09/2024 | Sábado | Cuartas audiciones / 'Pase de oro' de Paula Echevarría     | 1 012 000    | 11,8%              |
| 05       | 05/10/2024 | Sábado | Quintas audiciones / 'Pase de oro' de Santi Millán         | 908 000      | 10,7%              |
| 06       | 12/10/2024 | Sábado | Sextas audiciones / 'Pase de oro' de Risto Mejide          | 774 000      | 9,3%               |
| 07       | 19/10/2024 | Sábado | Séptimas audiciones / Sin 'Pase de oro'                    | 873 000      | 9,9%               |
| 08       | 26/10/2024 | Sábado | Octavas audiciones / 'Pase de oro' de Florentino Fernández | 887 000      | 8,9%               |
| 09       | 02/11/2024 | Sábado | Novenas audiciones / Sin 'Pase de oro'                     | 920 000      | 9,5%               |
| 10       | 09/11/2024 | Sábado | Décimas audiciones / 'Pase Platino'                        | 891 000      | 9,8%               |
| 11       | 16/11/2024 | Sábado | Primera semifinal                                          | 954 000      | 10,1%              |
| 12       | 23/11/2024 | Sábado | Segunda semifinal                                          | 909 000      | 9,5%               |
| 13       | 30/11/2024 | Sábado | Tercera semifinal                                          | 1 024 000    | 11,5%              |
| 14       | 14/12/2024 | Sábado | Cuarta semifinal                                           | 929 000      | 10,6%              |
| 15       | 21/12/2024 | Sábado | Final                                                      | 1 025 000    | 12,8%              |

## Palmarés
| Edición                                 | Fecha | Ganador             | Subcampeón         | Tercero        |
| --------------------------------------- | ----- | ------------------- | ------------------ | -------------- |
| [ GTE 1 ] Got Talent España 1           | 2016  | Cristina Ramos      | Alberto de Paz     | María Mendoza  |
| [ GTE 2 ] Got Talent España 2           | 2017  | Antonio "El Tekila" | Samuel Martí       | Progenyx       |
| [ GTE 3 ] Got Talent España 3           | 2018  | César Brandon       | Taekwondo Tao      | Tomás Sanjuán  |
| [ GTE 4 ] Got Talent España 4           | 2019  | Murga Zeta Zetas    | Juan San Juan      | Nazaret Natera |
| [ GTE 5 ] Got Talent España 5           | 2019  | Hugo Molina         | Bryan de Lucas     | Ismailah       |
| [ GTE 6 ] Got Talent España 6           | 2021  | Celia Muñoz         | Santi Marcilla     | Elsa Tortonda  |
| [ GTE 7 ] Got Talent España 7           | 2021  | Dúo Turkeev         | Rey Enigma         | Jorge Pineda   |
| [ GTE 8 ] Got Talent España 8           | 2022  | Jordi Caps          | Dakota and Nadia   | Juaquin Matas  |
| [ GTE All stars ] Got Talent: All stars | 2023  | Stefanny y Yeeremy  | Vardanyan Brothers | B-Unique       |
| [ GTE 9 ] Got Talent España 9           | 2023  | Lil Kids            | Nikol Taranenko    | Carlos Prieto  |
| [ GTE 10 ] Got Talent España 10         | 2024  |                     |                    |                |

## Audiencias
| Edición                            | Fecha | Cadena    | Espectadores | Cuota de pantalla | Gran final        |
| ---------------------------------- | ----- | --------- | ------------ | ----------------- | ----------------- |
| Got Talent España: Primera edición | 2016  | Telecinco | 2 761 000    | 19,0%             | 2 261 000 (17,7%) |
| Got Talent España: Segunda edición | 2017  | Telecinco | 2 742 000    | 20,4%             | 2 822 000 (25,7%) |
| Got Talent España: Tercera edición | 2018  | Telecinco | 2 221 000    | 17,7%             | 2 264 000 (19,7%) |
| Got Talent España: Cuarta edición  | 2019  | Telecinco | 2 246 000    | 19,8%             | 2 571 000 (25,3%) |
| Got Talent España: Quinta edición  | 2019  | Telecinco | 2 345 000    | 21,7%             | 2 978 000 (29,0%) |
| Got Talent España: Sexta edición   | 2021  | Telecinco | 2 735 000    | 19,7%             | 3 176 000 (25,1%) |
| Got Talent España: Séptima edición | 2021  | Telecinco | 1 741 000    | 15,8%             | 2 183 000 (20,3%) |
| Got Talent España: Octava edición  | 2022  | Telecinco | 1 222 000    | 13,9%             | 1 268 000 (13,1%) |
| Got Talent: All Stars              | 2023  | Telecinco | 1 158 000    | 10,7%             | 1 151 000 (11,2%) |
| Got Talent España: Novena edición  | 2023  | Telecinco | 1 149 000    | 12,4%             | 1 224 000 (12,7%) |
| Got Talent España: Décima edición  | 2024  | Telecinco | 949 000      | 10,9%             | 1 025 000 (12,8%) |